# Hippolythe Bayard

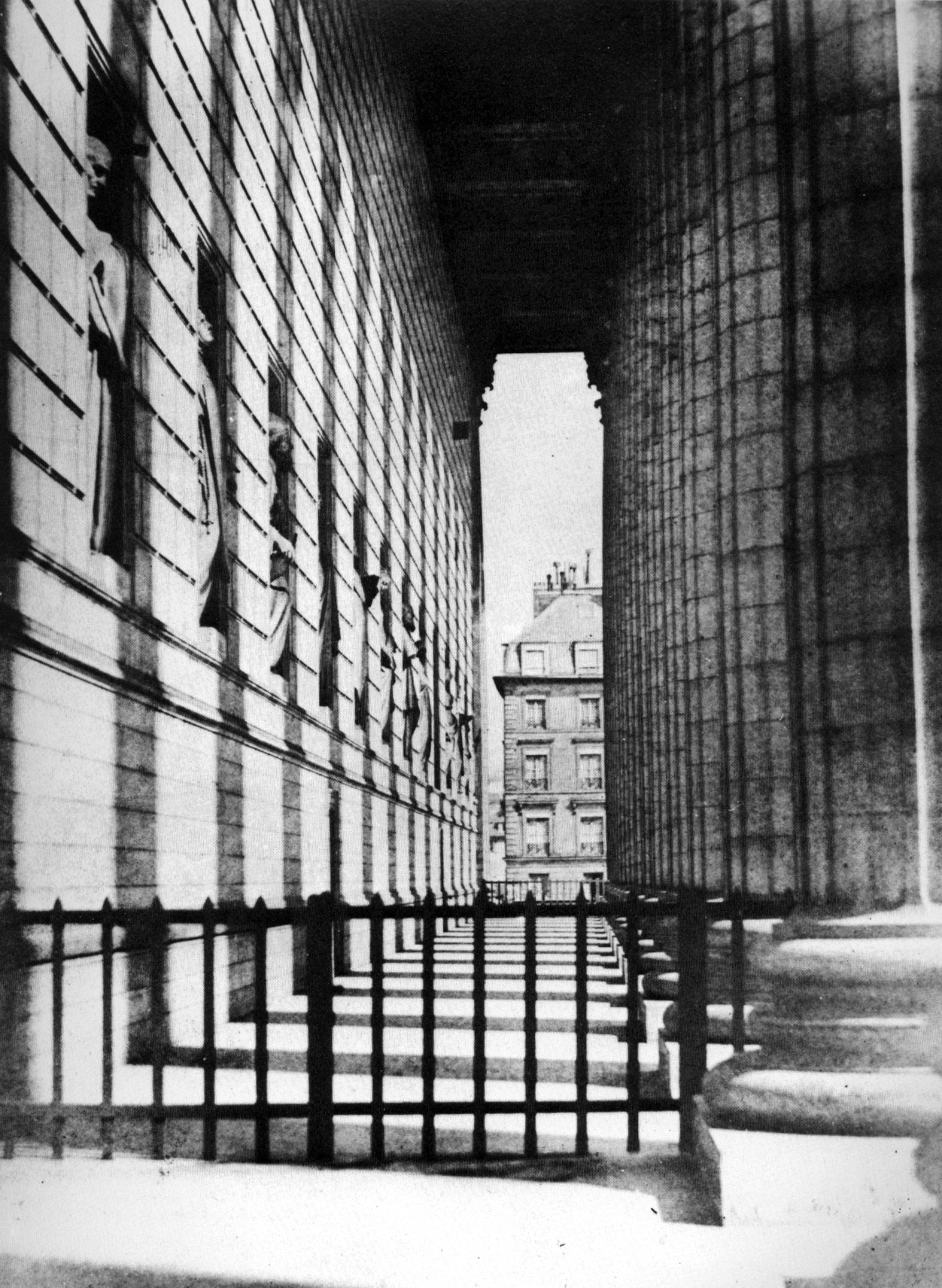
Fotografía realizada por Hippolyte Bayard, hacia 1845.

Hippolyte Bayard inventor y fotógrafo francés nacido en el 20 de enero de 1801 y muerto el 14 de mayo de 1887. Es considerado uno de los padres de la fotografía, junto a Niepce, Daguerre, William Fox Talbot y Hércules Florence, por sus investigaciones en la fijación de las imágenes. Fue inventor en el año 1837 de un procedimiento fotográfico del positivo directo , al estilo del Daguerrotipo, mediante el empleo de la cámara oscura y el papel como soporte. A las imágenes obtenidas por este procedimiento las llamó dibujos fotogénicos.
Funcionario del Ministerio de Hacienda en Francia en sus horas de trabajo y miembro de la bohemia parisina en su tiempo libre, Bayard logró realizar imágenes fotográficas con anterioridad a que el Daguerrotipo se hiciera público en el año 1839. Sus dibujos fotogénicos se caracterizan por presentar un aspecto muy diferente del de los daguerrotipos. Presentan un mayor contraste entre blancos y negros, contando con menores detalles, dada cuenta de la ausencia de grises. Según se ha dicho, sus imágenes sí que tienen en común con los daguerrotipos el tratarse de positivos directos, siendo por tanto imágenes únicas.
Bayard trató de que el gobierno francés comprara o subvencionara su proyecto en la misma medida que había hecho con el daguerrotipo. Sin embargo, François Aragó, el político implicado en el asunto, trató de ocultar sus investigaciones para no oscurecer el papel de Daguerre. La única compensación que obtuvo fueron seiscientos francos, frente a las pensiones vitalicias concedidas a Daguerre y al hijo de Niepce.
Desencantado, abandonó sus investigaciones fotográficas, pasando a utilizar el resto de procedimientos fotográficos que fueron surgiendo.
Como fotógrafo se dedicó a la realización de bodegones, paisajes y retratos. Participó en la Misión Heliográfica y fue miembro fundador de la Sociedad Heliográfica y de la Sociedad Francesa de Fotografía.
Gracias a su labor se organizó la primera exposición fotográfica de la historia, para ayudar a las víctimas de un terremoto, en junio de 1839.